# Howard (Pensilvania)
Howard es un borough ubicado en el condado de Centre en el estado estadounidense de Pensilvania. En el año 2000 tenía una población de 699 habitantes y una densidad poblacional de 771 personas por km².

## Geografía
Howard se encuentra ubicado en las coordenadas 41°0′50″N 77°39′17″O / 41.01389, -77.65472.

## Demografía
Según la Oficina del Censo en 2000 los ingresos medios por hogar en la localidad eran de $42,981 y los ingresos medios por familia eran $47,885. Los hombres tenían unos ingresos medios de $34,205 frente a los $23,393 para las mujeres. La renta per cápita para la localidad era de $18,549. Alrededor del 1.2% de la población estaba por debajo del umbral de pobreza.